# Elisa (profet)
Elisa (9. århundrede f.Kr.) var en profet fra Samaria, som lå i den nordlige del af Oldtidens Israel. Elisa var søn af Shafat fra Abel Mehola.
Han er beskrevet i kapitlerne Første og Anden Kongebog i Bibelens Gamle Testamente. 
Elisa var elev af profeten Elias, som tilkaldte ham, mens Elisa gik og pløjede. Det fortælles om Elisa, at han arvede af 2/3 af Elias' ånd efter Elias' død ligesom han også arvede Elias' magiske kappe. Mange mener således, at der er tale om den samme person.[kilde mangler]
Elisa var en af de blodigste profeter i Bibelens fortællinger. Et sted hævner han sig på en større flok drenge, som driller ham, ved at sende nogle bjørne efter dem, hvorved angiveligt 42 drenge ihjelslås af bjørnene. 
Men Elisa er først og fremmest i vor tid kendt som en helbreder og mirakelmager. Han helbreder en mand ved at bede ham om at bade i Jordanfloden. Han sikrer at en fattig kone kan fylde den ene krukke efter den anden med olie. Mange af fortællingerne kunne ligne en skabelon for fortællingerne om Jesus. Gerningerne er dog i mindre format end Jesu præstationer.[kilde mangler]
Elisa var også involveret i regeringen af landet, som på den tid var under kong Akabs regime. Han blander sig i krigsførelsen mod aramæerne med sine profetier og navnlig i de indre forhold. Det er på hans foranledning, at hærføreren Jehu i Jahves navn gør oprør imod kong Akab.